# Грнчарска воденица у Сврљигу
Грнчарска воденица у Сврљигу jесте грађевина и споменик културе у Сврљигу. С
Сам Млин изграђен је у селу Нишевац - оштина Сврљиг, у Пастирској улици. Тачније, само место у селу Нишевац на коме се млин налазио назива се "Бресје". Саграђен је почетком 19. века, вероватно пре 1833. године када су ови крајеви ослобођени од Турака и припали Србији. Садашњи власник тврди да је првобитни власник био Светозар Илић, који је ову воденицу купио од Турака. У приватном је власништву. Надимак воденица добила је по томе што је њен првобитни власник био грнчар.
Приземни је објекат већег габарита. Грађена је у доњим зонама од камена, а у горњим од брвана облепљеним блатом. Поседује четири камена за млевење, смештена у централном делу, а лево и десно од централне просторије су два собичка за ноћење. Воду је добијала из Тимока каналом, која је кроз 4 велике цеви усмерена на каменове. Воденица је срушена.
Oдлуком Скупштине општине Сврљиг број 633-04/87-01 за споменик културе проглашена је 25. фебруара 1988. године.